# Ratko Janev
Ratko Krstev Janev (in macedone Ратко Крстев Јанев?; Sveti Vrač, 30 marzo 1939 – Belgrado, 31 dicembre 2019) è stato un fisico macedone con cittadinanza jugoslava.

## Biografia
Ratko Janev è nato il 30 marzo 1939 a Sveti Vrač (odierna Sandanski), nel Regno di Bulgaria.  Dove si laureò alla Skopje High School nel 1957 e poi proseguì gli studi presso l'Università di Belgrado, dove conseguì un dottorato di ricerca nel 1968. Dal 1965 fu associato all'Istituto di Vinča.  Dal 1986 è stato capo sezione dell'unità atomica e molecolare dell'Agenzia internazionale per l'energia atomica a Vienna.   Era a capo del programma termonucleare dell'Agenzia internazionale per l'energia atomica.
Nel 1972, Janev divenne professore a contratto di fisica nucleare all'Università di Skopje e professore di Fisica teorica all'Università di Belgrado.
Tra il 2002 e il 2004 ha Lavorato presso il Dipartimento di fisica del plasma nel centro di ricerca Forschungszentrum Jülich.  
Janev era membro dell'Accademia macedone delle scienze e delle arti. Nel 2004 ha ricevuto il premio per la ricerca dalla Fondazione Alexander von Humboldt per il progetto "Modellistica e diagnostica del plasma Fusion Edge / deviatore" sulla comprensione dei plasmi a strato limite freddo nei reattori a fusione nucleare.
 

## Opere
- S. B. Zhang, J. G. Wang, and R. K. Janev, Phys. Rev. Lett. 104, 023203 (2010).
- Y. K. Yang, Y. Wu, Y. Z. Qu, J. G. Wang, R. K. Janev, and S. B. Zhang, Phys. Lett. A 383, 1929 (2019).
- J. Li, S. B. Zhang, B. J. Ye, J. G. Wang, and R. K. Janev, Physics of Plasmas 23, 123511 (2016).
- R. K. Janev, S. B. Zhang, and J. G. Wang, Matter and Radiation at Extremes 1, 237 (2016).
- R. K. Janev, Atomic and molecular processes in fusion edge plasmas (Springer Science, 2013).
- S. L. Zeng, L. Liu, J. G. Wang, and R. K. Janev, Journal of Physics B-Atomic Molecular and Optical Physics 41, 135202 (2008).
- Y. Y. Qi, J. G. Wang, and R. K. Janev, Phys. Rev. A 78, 062511 (2008).
- "Atomska fizika" (Atomic physics), 1972
- (with L. Presnyakow and W.Schewelko): "Physics of highly charged ions", 1985 [13][14]
- (with Detlev Reiter): "Unified analytic representation of hydrocarbon impurity collision cross sections", in: Journal of Nuclear Materials, in 2003
- "Atomska fizika" (Atomic physics), MANU, Skopje, 2012.
- Atomic_and_plasma_material_interaction https://books.google.com/books/about/Atomic_and_plasma_material_interaction_p.html?id=rSNRAAAAMAAJ&redir_esc=y
- Collision Processes of Hydrocarbon Species in Hydrogen Plasmas https://www.amazon.co.uk/Collision-Processes-Hydrocarbon-Species-Hydrogen/dp/B0019T6NK2/ref=sr_1_2?s=books&ie=UTF8&qid=1349889726&sr=1-2